# Fujiwara no Sanekata

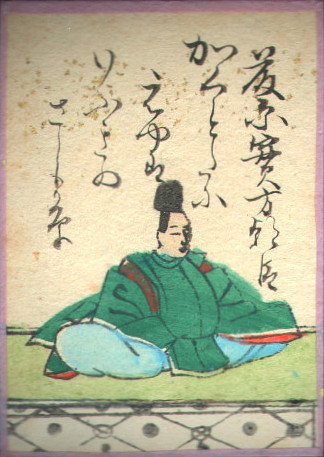
Das Gedicht no. 51 aus dem Ogura Hyakunin Isshu mit einer fiktiven Darstellung Sanekatas auf einer Meiji-zeitlichen Uta-Garuta-Spielkarte.

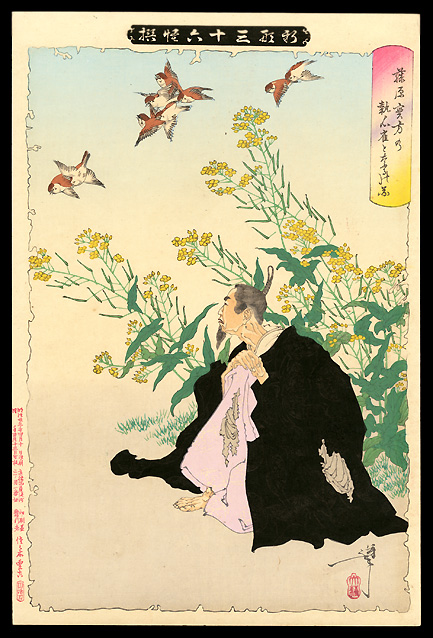
Sanekata beobachtet einen Schwarm Spatzen, in: Shinkei sanjūrokkaisen von Yoshitoshi.

Fujiwara no Sanekata (藤原実方; geb. zwischen 956 und 959 n. Chr.; gest. am 3. Januar 999 n. Chr. in Natori) war ein namhafter und einflussreicher japanischer Aristokrat und Dichter, der etwa in der Mitte der Heian-Zeit lebte und wirkte. Er wurde besonders durch eine postume Legende bekannt, nach der er sich nach seinem Tod in einen wütenden Spatzenyōkai verwandelt haben soll.

## Leben und Wirken
Sanekatas genaues und tatsächliches Geburtsdatum ist nicht bekannt. Der Zeitraum 956–959 n. Chr. als Zeitpunkt seiner Geburt wird aufgrund urkundlicher Notizen zu seinem Tod rückerschlossen. Der Geburtsort ist unbekannt. Überhaupt sind Details zu seiner Biografie nur aus staatlichen Dokumenten und durch seine literarischen Werke belegt. Sanekata war der Sohn des kaiserlichen Kammerherrn Fujiwara no Sadatoki und der Tochter des Prinzen Minamoto no Masanobu (源雅信), ihr Name ist nicht überliefert. Sanekata war außerdem Urenkel des Dichters Fujiwara no Tadahira (藤原忠平; 880 – 949 n. Chr.) und Enkel des Kanzlers zur Linken des Tennō, Fujiwara no Morotada (藤原師尹; 920–969 n. Chr.). Seine Brüder hießen Mitsukata, Mitsumitsu und Suzuki. Sanekata war mit einer Hofdame namens Gyō liiert, er hatte mehrere Söhne und eine Tochter.
Nach dem plötzlichen und frühen Tod seiner Eltern wurde Sanekata von seinem Onkel Fujiwara no Naritoki adoptiert. Schon in jungen Jahren stieg er zum Kommandeur der kaiserlichen Leibgarde zur Linken 2. Klasse auf und war ab 993 bis zu seinem Tod etwa 6 Jahre lang der Gouverneur der Provinz Mutsu. Sanekata war zeitlebens für seinen ungestümen und nachtragenden Charakter gefürchtet: Während der Herrschaft der Tennō Kazan (regierte 984 bis 986 n. Chr.) und Ichijō (regierte 986 bis 1011 n. Chr.) galt Sanekata als begnadeter, aber leicht zu kränkender Dichter. Mit seinem ärgsten Rivalen, Fujiwara no Yukinari, lieferte er sich am kaiserlichen Hof aufsehenerregende Poesie-Wettkämpfe und buhlte mit ihm um die Gunst der Dichterin Sei Shōnagon.
Obwohl er mit seinen Haikus und Kurzgedichten zu amüsieren und unterhalten wusste, sah sich der Kaiserpalast laut posthum aufgekommenen Gerüchten genötigt, den jähzornigen Dichter im Jahr 993 zu disziplinieren: Während Sanekata in den Posten des Gouverneurs zu Mutsu angeblich strafversetzt wurde, ernannte der Kaiser Yukinari zum Kurōdo-no-tō (蔵人頭; „Kaiserlicher Chefsekretär“) und Leiter des kaiserlichen Hofarchivs. Sanekata soll ins Exil geschickt worden sein. In Wirklichkeit war im Jahr 993 Sanekatas Adoptivvater Fujiwara no Naritoki während seiner Amtszeit als Daimyō von Mutsu gestorben. Sanekata hatte seinem Adoptivvater versprochen, dessen Amt per Erbschaft zu übernehmen, was aber einen Umzug in jene Provinz voraussetzte. Die Versetzung bedeutete außerdem per Gesetz eine vorläufige amtliche Degradierung vom Daimyō zum Gouverneur. Zur selben Zeit waren mehrere Daimyōs und hochrangige Minister des Kaiserhofes ebenfalls dahingeschieden oder von ihren Ämtern zurückgetreten. Der Kaiserpalast sah sich also gezwungen, schnellstmöglich Ersatz für die überraschend vakant gewordenen Ämter zu finden. Sanekatas Versetzungsgesuch kam dem Tennō gewiss gerade recht und der Dichter durfte unverzüglich abreisen. Der Abschied zwischen Sanekata und Yukinari fiel allen Gerüchten zum Trotz sehr herzlich aus, wie beidseitig adressierte Briefe belegen.
Sanekata umwarb zeitlebens die berühmte Dichterin Sei Shōnagon. Ob sie ihm je geantwortet hat, ist nicht bekannt; seine an sie persönlich gerichteten Haikus scheinen ihr aber geschmeichelt zu haben: Die Dichterin bewahrte sogar Schmachtbriefe von Sanekata auf. Sanekata starb überraschend und relativ jung, als Shōnagon an ihrem berühmten Kopfkissenbuch schrieb.

## Tod und Nachwirken
Fujiwara no Sanekata starb am 3. Januar 999 n. Chr. in der damaligen Provinz Mutsu, nahe der Kleinstadt Natori (in der heutigen Präfektur Miyagi gelegen) bei einem Reitunfall. Laut seinem Sterbeeintrag in kaiserlichen Unterlagen erlitt sein Pferd auf Höhe des örtlichen Saeno-Schreins während eines Galopps einen Herzinfarkt, überschlug sich und begrub Sanekata unter seinem Leib. Er soll zum Todeszeitpunkt 43 Jahre (nach abweichenden Quellen 40 Jahre) alt gewesen sein. Sein Grab befindet sich auf dem Friedhof von Natori.
Sanekata wurde posthum durch zwei düstere Legenden aus der Tōhoku-Region bekannt: Während der Herrschaft von Kaiser Ichijō soll er gegen seinen Konkurrenten Yukinari handgreiflich geworden sein, weshalb er vorgeblich auf eine kleine Insel in der Provinz Mutsu verbannt wurde. Dort sei Sanekata verbittert und voller Groll im Herzen gestorben und seine Seele habe sich in einen Yōkai namens Nyūnai suzume (入内雀; „Palaststürmer-Spatz“) verwandelt. Dergestalt soll er den Kaiserpalast verwüstet und sämtliche Reisvorräte leergefressen haben. Erst nachdem er bestattet und postum rehabilitiert und ein kleiner Tempel neben seinem Grab errichtet worden war, habe der Yōkai seine Attacken eingestellt. Diese Legende wurde Sanekata wahrscheinlich von Neidern im wahrsten Sinne des Wortes angedichtet, die ihm seine posthumen Ehrungen missgönnten. Die Unterstellungen jeglicher Handgreiflichkeiten sind nicht bewiesen und es liegen auch keine historischen Urkunden über eine Spatzeninvasion im Kaiserpalast vor. Den Tempel aus der Legende gibt es allerdings wirklich: Er heißt Suzume-dera (雀寺; „Tempel der Spatzen“), wurde nach einem Einsturz abgetragen und steht heute im Stadtbezirk Sakyō von Kyōto.
Die zweite Legende behauptet, Sanekata sei mit seinem Pferd in den Fluss Kāmo (賀茂) gestürzt und nun hause sein gequälter Geist (Bōrei, 亡霊) unter der Brücke. Zumindest sein Reitunfall ist aktenurkundlich bezeugt, allerdings fand er nicht am Fluss statt, sondern auf offener Straße.

## Bedeutende Werke
Berühmtheit erlangte Sanekata als Meister des sogenannten Waka (和歌), einer Form von Gedicht. Er und seine Freunde Fujiwara no Kintō, Minamoto no Shigeyuki und Fujiwara no Michinobu (allesamt Dichter und Aristokraten) machten die Verskunst des Imayō (今様) populär. Im Folgenden eine Auswahl von Sanekatas Werken:
- Sanekata kashū (実方家集; Sanekatas Poesiealbum, um 997 n. Chr.): Sanekatas eigene Sammlung, einige Werke blieben unvollendet.
- Shūi shū (拾遺集; Sammlungen von Erlesenem, 1007 n. Chr.): Schriftensammlung, die Sanekata zugewiesen wird und im Kaiserpalast aufbewahrt wurde.
- Chūko sanjūrokkasen (中古三十六歌仙; 36 Gedichte aus zweiter Hand, 1161 n. Chr.): Verfasst von Fujiwara no Norikane (藤原範兼; 1107–1165 n. Chr.).
- Goshūi shū (後拾遺集; Sammlung von Nacherzählungen, 1086 n. Chr.).[1]

Insgesamt werden Sanekata rund 76 Haikus, Kurzgedichte und Verssammlungen sicher zugesprochen. Folgende Werke erwähnen seine Person und sein Wirken oder enthalten Widmungen an seinen Nachruf:
- Makura no sōshi (実方集; Kopfkissenbuch, um 1011 n. Chr.): Verfasserin ist Sei Shōnagon, sie widmete Sanekata unter anderem das Gedicht Nr. 51 mit dem Titel Ibuki-no-sashimogusa (伊吹のさしも草; Beifußkraut vom Berg Ibuki).[3]
- Genji monogatari (源氏物語; Die Geschichte vom Prinzen Genji, 1001 n. Chr.): verfasst von Murasaki Shikibu (紫式部; 973–1024 n. Chr.), erwähnt es Sanekata indirekt in Kapitel 57.
- Ogura Hyakunin Isshu (小倉百人一首; 100 Gedichte von 100 Dichtern, ca. 1235), das Gedicht no. 51: Zusammengestellt wurde diese Gedichtsammlung von Fujiwara no Teika (藤原定家, 1162–1241).[1]